# 타워 인피니티
타워 인피니티(영어: Tower Infinity Incheon) 혹은 인천시티타워, 청라시티타워, 크리스탈 탑 타워는 대한민국 인천광역시 서구 청라동 청라국제도시, 청라중앙호수 부근에 세워질 초고층 건물이다. 총 사업비는 4,000억원이며 완공이 되면 도쿄 스카이트리, 광저우 타워, CN 타워, 오스탄키노 타워, 동방명주 타워 다음으로 세계에서 6번째로 높은 타워가 될 것이다. 초기 계획명칭은 인천시티타워였으나, 외국에서는 영어 명칭인 '타워 인피니티'(영어: Tower Infinity)로 세계적으로 더 알려졌다. 하지만 국내에서는 청라시티타워라는 명칭이 더 알려져 있다.

## 역사
타워 인피니티는 당초 인천시티타워라는 명칭으로 청라국제도시 조성 사업 중 하나로서 구상되던 초고층 빌딩이었다. 초기에는 113층짜리 빌딩으로 계획했으나, 이후 계획을 선회하여 448m짜리 전망타워로 추진하게 되었다. 인천시티타워에 대한 디자인 공모를 한 결과, 2008년 '타워 인피니티'가 최종 선정되면서 본격적으로 사업에 착수하게 되었다.
그러나 높이가 448m나 되는 관계로, 군(軍) 작전상의 지장 문제로 군에서 부정적 입장을 나타내면서 사업이 다시 진척되지 못하다가, 2013년 7월 군과 인천경제자유구역청 사이의 합의가 도출되면서 그 해 2013년 8월 인천경제자유구역청으로부터 허가를 받았으나 타워 인피니티는 '세계 최초로 보이지 않는 타워'로 설계되었다는 점에서 2013년 하반기 미국을 비롯한 외국에서 건축학적으로 많은 관심을 끌었으며, 미국의 건설업체 GDS 아키텍스가 설계와 시공을 맡았다. 그런데 사업자를 아직 찾지 못하여 착공은 하지 않았고, 최종적으로 허가가 떨어졌고, 2014년 5월 민간사업자를 선정하고 2015년 5월 19일 ~ 21일 선정 예정이었으나 마감되고 2015년 6월 4일 사업자를 찾기 못해 모집이 마감되고 6월 9일 재공모를 했으나 사업자를 찾지 못했다. 11월 사업을 변화시킬 예정이라고 발표했다.
2016년 1월 청라시티타워의 건설은 LH가 맡게 되고 복합시설은 민간사업자가 맡게 되었다. 그러나 사업자를 선정하지 못하였다. 2016년 8월 LH공사 사업자 공모 공고고 2016년 10월 보성산업과 서영엔지니어링의 복수입찰로 사업자 후보 선정이 바뀌었고 2016년 11월 보성-한양 컨소시엄으로 사업자가 선정되었다. 2017년 2월 448m의 높이로 최종 확정되고 청라국제도시 시티타워 및 복합시설 건설 프로젝트 예고 2017년 5월 사업추진법인 설립하였다.
2019년 착공하였으며 2024년 준공 후 인천경제자유구역청에 기부채납 예정이다. 건설사는 초고층빌딩 시공실적이 있는 포스코건설이 맡았다.

## 디자인
GDS는 2008년 한국의 위상을 상징하는 새로운 건물을 찾는 것을 목표로 46개국 146개 참가 업체에서 한국토지주택공사(LH)의 디자인 공모전에서 우승했다. 그들은 건물의 높이에 연연하지 않으면서도 한국을 상징하는 혁신적인 것을 표현해보였다.
GDS는 그들의 공식웹사이트에서 다음과 같이 언급한바있다.
"타워는 존재감의 감소를 통해 가장 강력한 존재감을 확립함으로써 세계에서의 한국의 위상을 미묘하게 보여주고 있다. 한국은 '안티 타워'의 존재를 확보함으로써 '최고'의 탑을 갖는 독특한 위치를 갖게 될 것이다."
GDS는 타워 인피니티에 대한 제안과 함께 그들의 디자인 철학을 보여주기 위해 도덕경 제14장을 언급했다.
"보려하여도 보이지 않아 이를 어렴풋하다 하고,
들으려 해도 들리지 않아 이를 흐릿하다 하고,
잡으려 해도 붙잡을 수 없어 이를 희미하다 한다.
이 세가지는 따져 물을 수 없는 것이라, 뒤섞여 하나인것이다.
그 위라서 더 밝은 것도 아니고, 그 아래라서 더 어두운 것도 아닙니다.
끝없이 이어지니 무어라 이름 붙일 수도 없음.
결국 무한한 '없음'의 세계로 돌아갑니다.
이를 일러 '모양 없는 모양 (無狀之狀)', '무한함의 형상(無物之象)'이라 합니다.

가히 '황홀'이라 하겠습니다." — 도덕경 제14장

높이는 타워의 주요포인트는 아니지만 약 450m(1,480피트) 높이의 타워는 세계에서 6번째로 높은 타워가 되며 세계에서 3번째로 높은 전망대를 자랑할 수 있다.

## 특징
외부의 최신 LED 조명과 카메라가 이 건물이 사라지는 것처럼 만들어 세계 최초의 “투명 빌딩”이 되도록 할 것이다. 타워 인피니티는 세계에서 세번째로 높은 전망대를 가질 것이다.
타워 인피니티는 저층부, 중층부, 고층부 등 총 세 부분으로 나눠서 개발되며, 중충부에는 다목적홀과 레스트랑, 스카이가든, 스카이라운지가, 고층부에는 고층전망대와 옥상 전망데크가 각각 들어선다.

### 투명화
타워가 사라지는 것을 보는 능력을 갖도록 의도된다. 탑은 탑의 여섯면에 3개의 다른 수준에 배치 고화질 카메라를 찍어야 한다. 카메라는 실시간으로 영상을 취득한다. 이 이미지가 처리되고 모든 실시간으로 건물의 다른쪽에 LED 스크린의 행(500)에 의해 투영 될 단일 이미지로 스티치한다. 모두 세 부분에 서로 다른 높이에서 세 가지 계획들이 제안되고 있다. LED의 피치는 이미지의 선명도를 결정 - 짧은 피치, 선명한 이미지가 될 것이다. 조명 상이한 레벨은 투명의 상이한 정도를 달성하기 위해 사용된다.
때문에 LED 화면의 배치, 탑은 약 2km (1.2m) 거리에 서울 다리에 탑 근처에 이르기까지 탑 주위에 분산 된 특정 지점에서 눈에 보이지 않는 표시가 된다. 화면은 그래서 탑은 비행기와 새에 높은 고도에서 볼 수 있음을 배치한다.

### 목적
타워 인피니티는 주로 4D 극장, 레스토랑, 워터 파크, 아름다운 정원과 세계에서 가장 세번째로 높은 전망대와 엔터테인먼트 및 레저 목적으로 사용된다. 타워 눈에 보이지 않는 망토가 꺼져있을 때 프로젝터는 특별 이벤트 및 광고 방송을 위한 거대한 광고판으로 사용될 수 있고 바닥 계획은 상승에 여러 층을 찾고 수 있도록 열려 있다. 타워도 예상되고 다른 높이에서 다른 세계 기념물의 화면을 실시간으로 보기에 중지되니 느린 대용량 엘리베이터를 타야 한다.

## 시설
청라시티타워는 오피스가 없는 수직 테마파크가 될 예정이다. 저층부에는 복합시설이 들어설 예정이고 중층부에는 체험시설, 고층부에는 상징적 의미가 되는 공간시설이 들어설 예정이다.
| 층수       | 시설                 |
| ---------- | -------------------- |
| 16 ~ 26층  | F&B, 기업 체험관     |
| 3층 ~ 15층 | 놀이시설, 체험시설   |
| 1층 ~ 2층  | 쇼핑센터, 아쿠아리움 |